# Европско првенство у атлетици у дворани 2011 — 1.500 метара за жене
Такмичење у дисциплини трчања на 1.500 м у женској конкуренцији на Европском првенству у атлетици 2011. у Паризу одржана је у 4. марта (квалификације) а 5. марта (финале).
Титулу освојену у Торину 2009. није бранила Наталија Родригез из Шпаније.

## Земље учеснице
Учествовале су 23 такмичарке из 15 земаља.
1. Аустрија (1)
2. Белгија (2)
3. Белорусија (1)
4. Норвешка (1)
5. Пољска (2)
6. Португалија (1)
7. Румунија (2)
8. Русија (3)
9. Србија (1)
10. Турска (1)
11. Украјина (2)
12. Уједињено Краљевство (2)
13. Француска (1)
14. Шведска (1
15. Шпанија (2)

## Рекорди пре почетка Европског првенства 2011.
| Светски рекорд                   | Јелена Саболева Русија | 3:58,28 | Москва, Русија    | 18. фебруар 2006 |
| Европски рекорд                  | Јелена Саболева Русија | 3:58,28 | Москва, Русија    | 18. фебруар 2006 |
| Рекорди европских првенстава     | Дојна Мелинте Румунија | 4:02,54 | Пиреј, Грчка      | 3. март 1985     |
| Светски рекорд сезоне у дворани  | Абебе Арегави Етиопија | 4:01,47 | Стокхолм, Шведска | 22. фебруар 2011 |
| Европски рекорд сезоне у дворани | Силвија Ејдис Пољска   | 4:05,38 | Стокхолм, Шведска | 22. фебруар 2011 |

## Сатница
| Датум   | Време |               |
| ------- | ----- | ------------- |
| 4. март | 17:30 | Квалификације |
| 5. март | 17:15 | Финале        |

## Освајачи медаља
|                         |                           |                              |
| Јелена Аржакова, Русија | Нурија Фернандез, Шпанија | Јекатерина Мартинова, Русија |

Победници Јелени Аржаковој и трећепласираној Јекатерини Мартоновој ово су биле прве медаље на великим такмичењима, док је другопласирана Нурија Фернандез већ имала једну златну са Европског првенства на отвореном 2010. у Барселони. На такмичењу су оборена три лична рекорда.

## Резултати

### Квалификације
Такмичарке су подељене у 3 групе, прве две са по 8, а трећа са 7 такмичарки. У финале иду по 2 првопласиране из сваке групе (КВ) и 3 на основу постигнутог резултата (кв).
| Плас. | Група | Такмичарка             | Држава               | Резултат | Белешка |
| ----- | ----- | ---------------------- | -------------------- | -------- | ------- |
| 1.    | 3     | Јекатерина Мартинова   | Русија               | 4:09,93  | КВ      |
| 2.    | 3     | Нурија Фернандез       | Шпанија              | 4:10,07  | КВ      |
| 3.    | 3     | Lindsey De Grande      | Белгија              | 4:10,24  | кв      |
| 4.    | 1     | Јелена Аржакова        | Русија               | 4:10,29  | КВ      |
| 5.    | 3     | Сара Мореира           | Португалија          | 4:10,65  | кв, ЛР  |
| 6.    | 1     | Силвија Ејдис          | Пољска               | 4:11,04  | КВ      |
| 7.    | 3     | Анжела Шевченко        | Украјина             | 4:11,16  | кв, ЛР  |
| 8.    | 1     | Стејси Смит            | Уједињено Краљевство | 4:11,95  |         |
| 9.    | 1     | Шарлоте Шенбек         | Шведска              | 4:11,96  |         |
| 10.   | 3     | Sigrid Vanden Bempt    | Белгија              | 4:12,05  |         |
| 11.   | 1     | Ingvill Måkestad Bovim | Норвешка             | 4:12,13  |         |
| 12,   | 2     | Рената Плиш            | Пољска               | 4:12,15  | КВ      |
| 13.   | 1     | Ioana Doaga            | Румунија             | 4:12,26  | ЛР      |
| 14.   | 3     | Анкута Бобокел         | Румунија             | 4:12,71  |         |
| 15.   | 2     | Исабел Масијас         | Шпанија              | 4:13,26  | КВ, ЛР  |
| 16.   | 2     | Fanjanteino Félix      | Француска            | 4:13,31  |         |
| 17.   | 2     | Јелена Коропкина       | Русија               | 4:13,45  |         |
| 18.   | 2     | Хана Ингланд           | Уједињено Краљевство | 4:13,54  |         |
| 19.   | 1     | Наталија Тобијас       | Украјина             | 4:16,67  |         |
| 20.   | 2     | Jennifer Wenth         | Аустрија             | 4:16,74  |         |
| 21.   | 2     | Марина Мунћан          | Србија               | 4:18,9   |         |
| 22.   | 2     | Наталија Карејва       | Белорусија           | 4:22,30  |         |
| 23.   | 1     | Дуду Каракаја          | Турска               | 4:30,29  |         |

### Финале
| Плас. | Стаза | Такмичарка           | Држава      | Резултат | Белешка |
| ----- | ----- | -------------------- | ----------- | -------- | ------- |
|       | 1     | Јелена Аржакова      | Русија      | 4:13.78  |         |
|       | 2     | Нурија Фернандез     | Шпанија     | 4:14,04  |         |
|       | 6     | Јекатерина Мартинова | Русија      | 4:14,16  |         |
| 4     | 3     | Рената Плиш          | Пољска      | 4:15,16  |         |
| 5     | 5     | Исабел Масијас       | Шпанија     | 4:15,76  |         |
| 6     | 4     | Lindsey De Grande    | Белгија     | 4:16,15  |         |
| 7     | 8     | Сара Мореира         | Португалија | 4:16,67  |         |
| 8     | 9     | Анжела Шевченко      | Украјина    | 4:18,19  |         |
| 9     | 7     | Силвија Ејдис        | Пољска      | 4:20,99  |         |

### Пролазна времена у финалу
| Дистанца | Атлетичарка          | Земља       | Резултат | Белешка |
| -------- | -------------------- | ----------- | -------- | ------- |
| 400 м    | Сара Мореира         | Португалија | 1:11,48  |         |
| 800 м    | Сара Мореира         | Португалија | 2:21,87  |         |
| 1.200 м  | Јекатерина Мартинова | Русија      | 3:28,16  |         |